# Gustav Adolf Semler

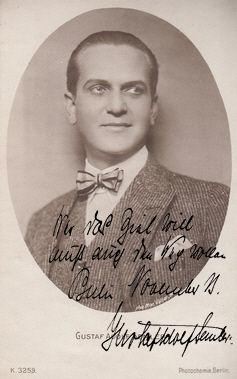
Semler, etwa 1920

Gustav Adolf Semler (* 14. März 1885 in Celle; † 24. Februar 1968 in Berlin) war ein deutscher Schauspieler.

## Leben
Er empfing seine schauspielerische Ausbildung in Hannover bei dem Hofschauspieler Max Wegner. Am dortigen Deutschen Theater erhielt er 19-jährig seine ersten Rollen. 1905 kam er an das Stadttheater Nürnberg, danach spielte er unter anderem in Eisenach und Darmstadt.
In der Spielzeit 1913/14 war er am Stadttheater Mainz engagiert und führte dort auch Regie. Weitere Bühnenstationen während des Ersten Weltkrieges waren Hannover und Osnabrück. 1918 kam er nach Berlin und schloss sich dort dem Ensemble des Trianon-Theaters an.
Wichtige Rollen Semlers waren Oswald in Gespenster und Prinz Karl-Heinrich in Alt-Heidelberg. 1918 begann seine Karriere beim Stummfilm, wo er jedoch meist über kleinere Aufgaben nicht hinauskam. 1927 kehrte er zur Bühne zurück, und ab 1929 war er wieder ausschließlich Theaterschauspieler.

## Filmografie
- 1918: Alraune, die Henkerstochter, genannt die rote Hanne
- 1919: Die Pflicht zu leben
- 1919: Indische Nächte
- 1919: Du meine Himmelskönigin
- 1919: Künstlerliebe
- 1919: Lola Montez, 2. Teil: Am Hofe Ludwigs I. von Bayern
- 1920: Der gelbe Tod (2 Teile)
- 1920: Durch Seligkeit und Sünden
- 1920: Die Abenteuer der Marquise von Königsmarck
- 1920: Gegen den Strom
- 1920: Die Insel der Gezeichneten
- 1920: Der schwarze Graf
- 1920: Colombine. Die Braut des Apachen – Vera-Filmwerke
- 1921: Cocain
- 1921: Die Schreckensnacht im Hause Clarque
- 1921: Die große und die kleine Welt
- 1921: Liebestaumel – Vera-Filmwerke
- 1922: Gloria Fatalis
- 1922: Die Glocke, 2. Teil – Das verlorene Elternhaus
- 1922: Die Uhr / Die Stummen der Welt
- 1922: Wege des Lasters
- 1923: Der Geigerkönig
- 1923: Die Sonne von St. Moritz
- 1924: Frühlingsfluten
- 1924: Die Andere
- 1924: Wege der Liebe
- 1924: Die Hermannschlacht
- 1925: Volk in Not
- 1925: Der Schrei nach Glück
- 1926: Das graue Haus
- 1926: Der gute Ruf
- 1926: Die Kleine und ihr Kavalier
- 1926: Der Veilchenfresser
- 1926: Die elf Schill’schen Offiziere
- 1926: Die Wiskottens
- 1926: Aus des Rheinlands Schicksalstagen
- 1926: Die schwarze Hanne
- 1926: Der Pfarrer von Kirchfeld
- 1927: Jugendrausch